# Kontradyktoryjny model procesu karnego w prawie polskim
Kontradyktoryjny model procesu wykształcił się w systemie anglosaskim. Zakłada, że najskuteczniejszym sposobem poznania prawdy jest spór pomiędzy równymi stronami, którym przysługuje kluczowa inicjatywa procesowa. Toczy się przed neutralnym sędzią. Strony samodzielnie zbierają i realizują dowody, a udział sądu zawęża się jedynie do oceny dopuszczalności procesu, a także uznania dowodów.

## Zasady kontradyktoryjności
- Metodologiczna – cechuje się tym, że dojść do prawdy można tylko poprzez obserwację i wykrycie sprzeczności interesów stron wynikających podczas toczenia sporu. Dochodzi wskutek tego do zbudowania własnej oceny sprawy.
- Społeczna – przedstawia się jako walka stron o korzystne dla siebie zakończenie sporu. Odnosi się to do wymiaru sprawiedliwego potraktowania strony.
- Organizacyjna – odnosi się do zwiększenia kompetencji stron, które walczą o swoje racje. Dzięki temu organ procesowy zachowuje obiektywizm wobec stron, ponieważ jego rola ogranicza się do obserwacji[2].

## Wyznaczniki kontradyktoryjności postępowania
- Byt stron procesowych – fundamentem postępowania kontradyktoryjnego jest istnienie przeciwstawnych stron procesowych. Stroną postępowania jest subiekt, który ma na celu osiągnięcie pozytywnego dla siebie rozstrzygnięcia dotyczącego toczącego się procesu.
- Podział ról procesowych – w pełnym procesie kontradyktoryjnym musi istnieć podział funkcji procesowych. Wyróżnia się funkcje: orzekania, którą pełni sąd, oskarżenia, którą pełnią: oskarżyciel publiczny, oskarżyciel prywatny i oskarżyciel posiłkowy, oraz obrony, którą pełni oskarżony.
- Reguła równości broni – jest kolejną gwarancją modelu kontradyktoryjnego. Reguła ta ma na celu zapewnienie przeciwnikom, by suma ich uprawnień w toczącym się sporze była taka sama dla każdej strony i dawała im równe szanse na wygranie procesu.
- Gotowość stron – znaczącym detalem kontradyktoryjności jest dyspozycyjność stron, którą należy rozumieć jako uprawnienie do oddziaływania swym postępowaniem na przebieg i wynik procesu[3].

## Stanowisko Europejskiego Trybunału Praw Człowieka
Kontradyktoryjność postępowania stanowi część prawa do rzetelnego procesu jako prawa człowieka określonego w art. 6 europejskiej konwencji praw człowieka i podstawowych wolności. Europejski Trybunał Praw Człowieka stwierdził, że prawo do rzetelnego procesu sądowego wymaga, aby każda ze stron w postępowaniu miała możliwość zaprezentować we właściwy sposób swój problem sądowi, w okolicznościach, które nie przedstawiają jej w namacalnie nieprzychylnej sytuacji wobec strony przeciwnej, oraz aby jego sprawa została rozpatrzona w rozsądnym terminie przez niezawisły i bezstronny sąd. Zasada prawdy materialnej stanowi główną rolę w procesie karnym. Oznacza ona, że tylko ustalenia faktyczne uznane za prawdziwe, mogą być podstawą rozstrzygnięć.

## Nowelizacja kodeksu postępowania karnego z 2015
27 września 2013 Sejm uchwalił ustawę o zmianie kodeksu postępowania karnego i innych ustaw, która weszła w życie 1 lipca 2015.

### Rola stron w postępowaniu
Jedną z oznak zmian kodeksu postępowania karnego w kierunku kontradyktoryjności, był udział stron w postępowaniu. Według nowelizacji kodeksu było to prawem oskarżonego, a nie obowiązkiem jak to wynikało z poprzedniej regulacji. Wyjątek stanowiły sprawy o zbrodnie, w których obecność oskarżonego była obowiązkowa podczas przedstawienia mu przez oskarżyciela aktu oskarżenia, a także zaznajomienie oskarżonego z przysługującymi mu prawami. Wymóg obecności oskarżyciela publicznego był związany z aktywnym uczestnictwem w postępowaniu dowodowym. 

### Rola przewodniczącego składu orzekającego
Kolejną zmianą, która była ukierunkowana na kontradyktoryjny model procesu było zawężenie roli przewodniczącego składu orzekającego. Z jego obowiązku został wyeliminowane dopilnowanie, aby uzasadnić wszystkie mające znaczenie dla sprawy okoliczności i gdy było to możliwe także sytuacje sprzyjające popełnieniu przestępstwa. W zakresie kompetencji przewodniczącego składu orzekającego zostało kierowanie rozprawą i czuwanie nad jej prawidłowym przebiegiem.
Według nowelizacji sąd nie wzywał oskarżyciela do zaprezentowania nowych dowodów, ani do uzupełnienia śledztwa lub dochodzenia przed zainicjowaniem przewodu sądowego. Oznaczało to silnie zarysowaną pozycję prokuratora i zarazem jego odpowiedzialność za rezultat postępowania przygotowawczego. Sąd nie mógł przerwać, czy odroczyć rozprawy chcąc przedstawić nowe dowody. Można jednak było przerwać rozprawę, by strony mogły sporządzić wnioski dowodowe. 

### Zadawanie pytań przesłuchiwanym
Zmiana nastąpiła również w formie przesłuchiwania podczas rozprawy. Jeżeli wniosek o przeprowadzenie dowodu wniosła strona, to po wypowiedzeniu się świadka miała ona pierwszeństwo zadawania pytań osobie, która jest przesłuchiwana. Członkowie składu orzekającego, przeprowadzający dowód z urzędu również mieli pierwszeństwo zadawania pytań osobie przesłuchiwanej.
Ustawa regulowała pouczenia pokrzywdzonego o jego prawach i obowiązkach, jak również jego uprawnienia do zaznajomienia z materiałami postępowania przygotowawczego, co było zgodne z duchem kontradyktoryjności. Ustawa przewidywała także instytucje cofnięcia aktu oskarżenia, która zastępowała odstąpienie oskarżyciela publicznego od wniesionego oskarżenia. 

## Nowelizacja kodeksu postępowania karnego z 2016

### Powrót do modelu mieszanego
11 marca 2016 roku kodeks postępowania karnego został ponownie znowelizowany. Nowelizacja nawiązywała do modelu postępowania obowiązującego sprzed 30 czerwca 2015. Model procesu karnego przekształcił się w mieszany z elementami modelu kontradyktoryjnego i inkwizycyjnego, bowiem twórcy modyfikacji kodeksu nie zerwali całkowicie z zasadą kontradyktoryjności postępowania. 

### Postępowanie przygotowawcze
W tym stanie prawnym postępowanie przygotowawcze ukierunkowane jest na zasadę inkwizycyjności. Związane to jest z zadaniami, któremu ma podołać to stadium postępowania.  W procedurze tej można się doszukiwać kontradyktoryjności: pokrzywdzony i podejrzany uzyskują status strony procesowej, przepisy art. 315–318 k.p.k regulują sposób uczestnictwa stron w postępowaniu przygotowawczym, istnieje możliwość przeprowadzenia na żądanie strony dowodu. W postępowaniu przygotowawczym oskarżycielowi publicznemu przysługują prawa strony, ale tylko na płaszczyźnie inicjatywy dowodowej sądu. 

### Prawa strony
Do praw stron w postępowaniu zalicza się:
- prawo obecności w czynnościach postępowania. Wiąże się to z zasadą jawności.
- prawo do zadawania pytań i składania oświadczeń po zrealizowaniu dowodu. Uprawnienie to jest ściśle związane z aktywnym uczestnictwem stron w postępowaniu.
- strona może składać wnioski. Chodzi tu głównie o wnioski dowodowe, które strona może składać na okoliczność poparcia swojego zdania w sporze.
- strona jest uprawniona do korzystania w toku postępowania z pomocy profesjonalnego pełnomocnika. Posiadanie obrońcy przez oskarżonego może być fakultatywne, bądź obligatoryjne. Inne strony postępowania m.in. pokrzywdzony mogą skorzystać ze wsparcia pełnomocnika.
- prawo odwołania się od wydanych orzeczeń. Chodzi głównie o werdykty kończące sprawę[5].

### Rozprawa główna
W trakcie rozprawy głównej, uwidacznia się obraz kontradyktoryjnego modelu postępowania, kiedy to strony toczą spór przed sędzią. Uczestnicy postępowania mają prawo wypowiedzenia się, co do każdej kwestii będącej przedmiotem sporu. Jeżeli natomiast któraś ze stron zabierze głos, prawo głosu przysługuje także innym stronom. Oskarżonemu i jego obrońcy przysługuje ostatni głos. 
Mając na celu zwiększenie czynnego udział stron w postępowaniu i ich pełnomocników, podczas przeprowadzania dowodu z zeznań świadków w czasie przewodu sądowego, istotne znaczenie ma kolejność zadawania pytań świadkom. Po wypowiedzi osoby przesłuchiwanej, za zgodą przewodniczącego kolejność zadawania pytań jest następująca:
1. oskarżyciel publiczny
2. oskarżyciel posiłkowy
3. pełnomocnik oskarżyciela posiłkowego
4. oskarżyciel prywatny
5. pełnomocnik oskarżyciela prywatnego
6. biegły
7. obrońca
8. oskarżony
9. członkowie składu orzekającego.

Zasadą jest, że strona na wniosek której świadek został dopuszczony, zadaje pytania przed pozostałymi stronami. Członkowie składu orzekającego są uprawnieni do zadawania pytań poza kolejnością. Sąd może podejmować inicjatywę dowodową z urzędu, jeżeli przyczyni się to do wyjaśnienia wszystkich istotnych czynników związanych ze sprawą. 
Zasada prawdy materialnej stanowi główną rolę w procesie karnym. Oznacza ona, że tylko ustalenia faktyczne uznane za prawdziwe mogą być podstawą rozstrzygnięć.